# Domat/Ems

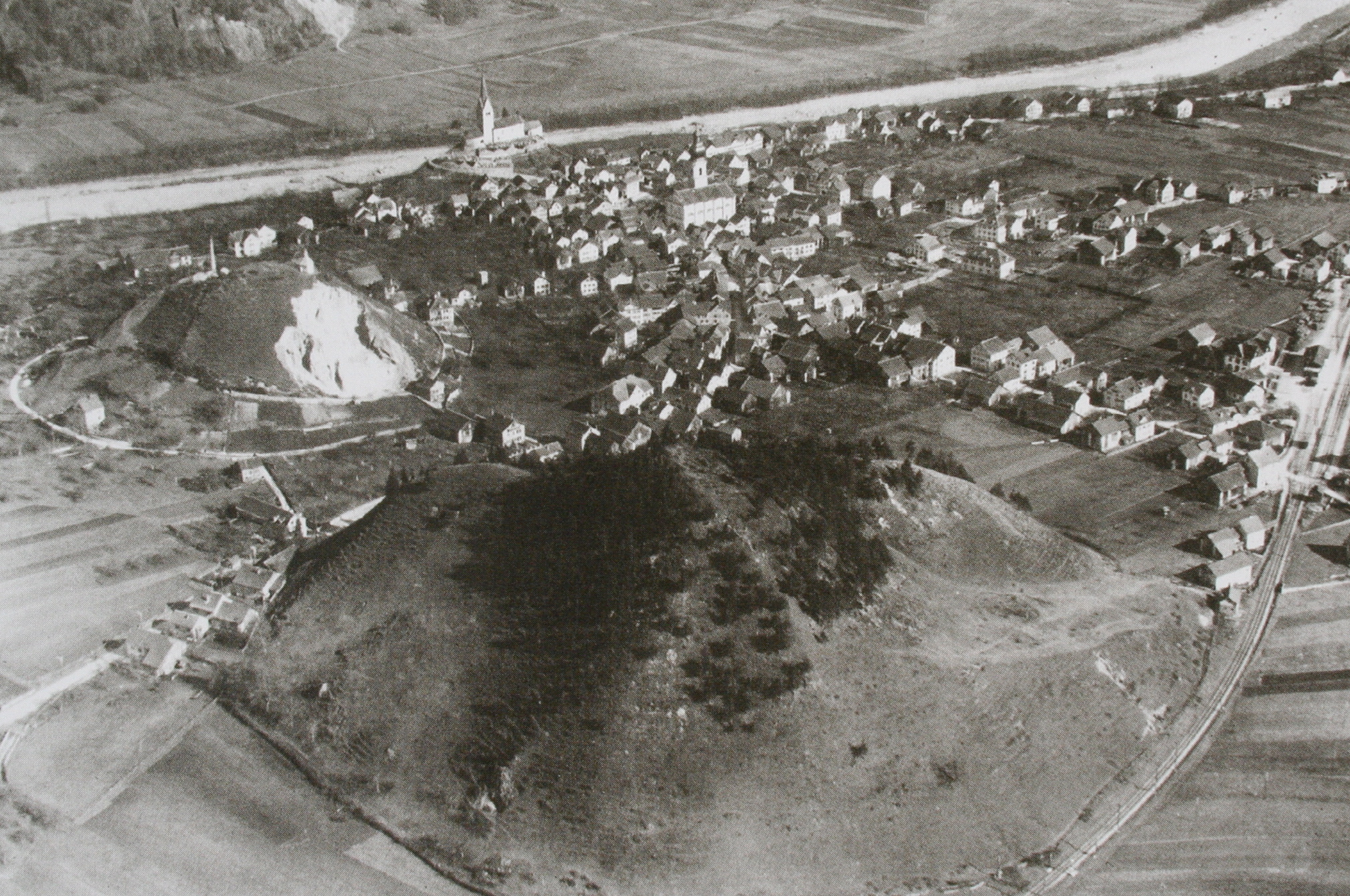
Domat/Ems 1925.

Domat/Ems (officiell namnform; tyska Ems, rätoromanska Domat) är en ort och kommun i regionen Imboden i kantonen Graubünden, Schweiz. Kommunen har 8 286 invånare (2023).
Den ligger på högra sidan av Rhen, omedelbart efter sammanflödet av Vorderrhein och Hinterrhein. Orten präglas av tolv kullar (rätoromanska tumas) som höjer sig över det annars släta landskapet i Rhendalen.
Domat/Ems är en av kantonens viktigaste industriorter, med stor inpendling, samtidigt som många pendlar ut till kantonshuvudstaden Chur dit avståndet är endast sju kilometer. Befolkningen har mångdubblats under 1900-talet, särskilt efter etableringen av Ems-Chemie, en kemisk fabrik som än idag ortens största arbetsgivare.

## Språk

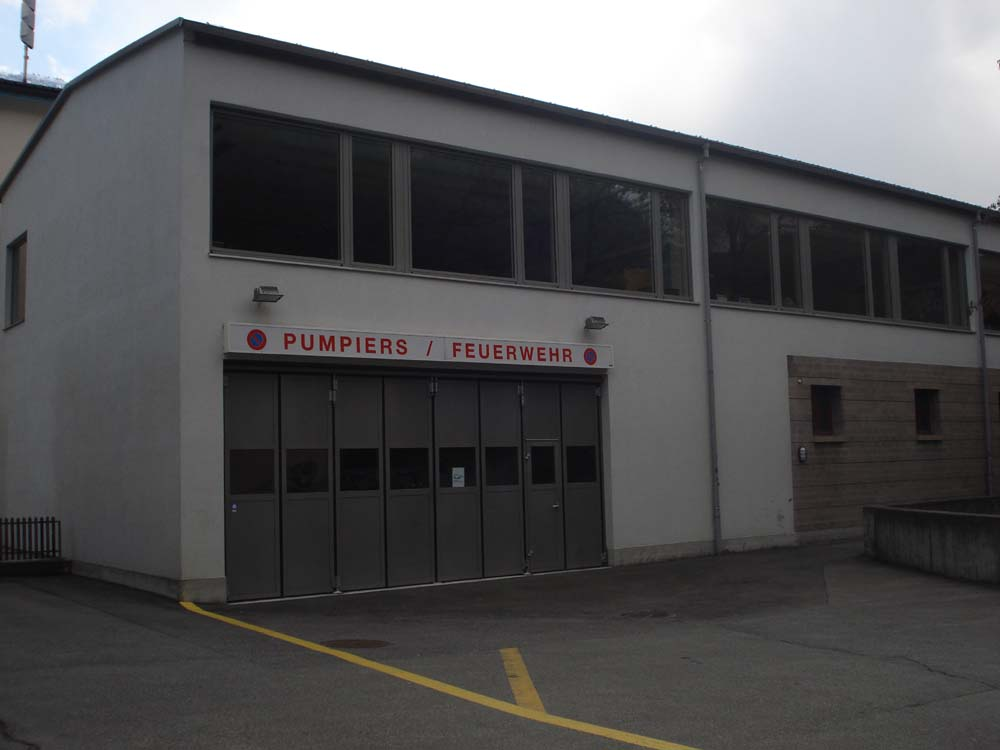
Gamla brandstationen i Domat/Ems med tvåspråkig skylt

Fram till och med 1800-talet talade befolkningen uteslutande rätoromanska. Med den stora inflyttningen av framförallt tysktalande följde att rätoromanerna har blev en språklig minoritet. Vid senaste folkräkningen (2000) uppgav nästan var fjärde invånare att de talade rätoromanska till vardags, och hälften av dessa angav det som sitt huvudspråk.

## Religion

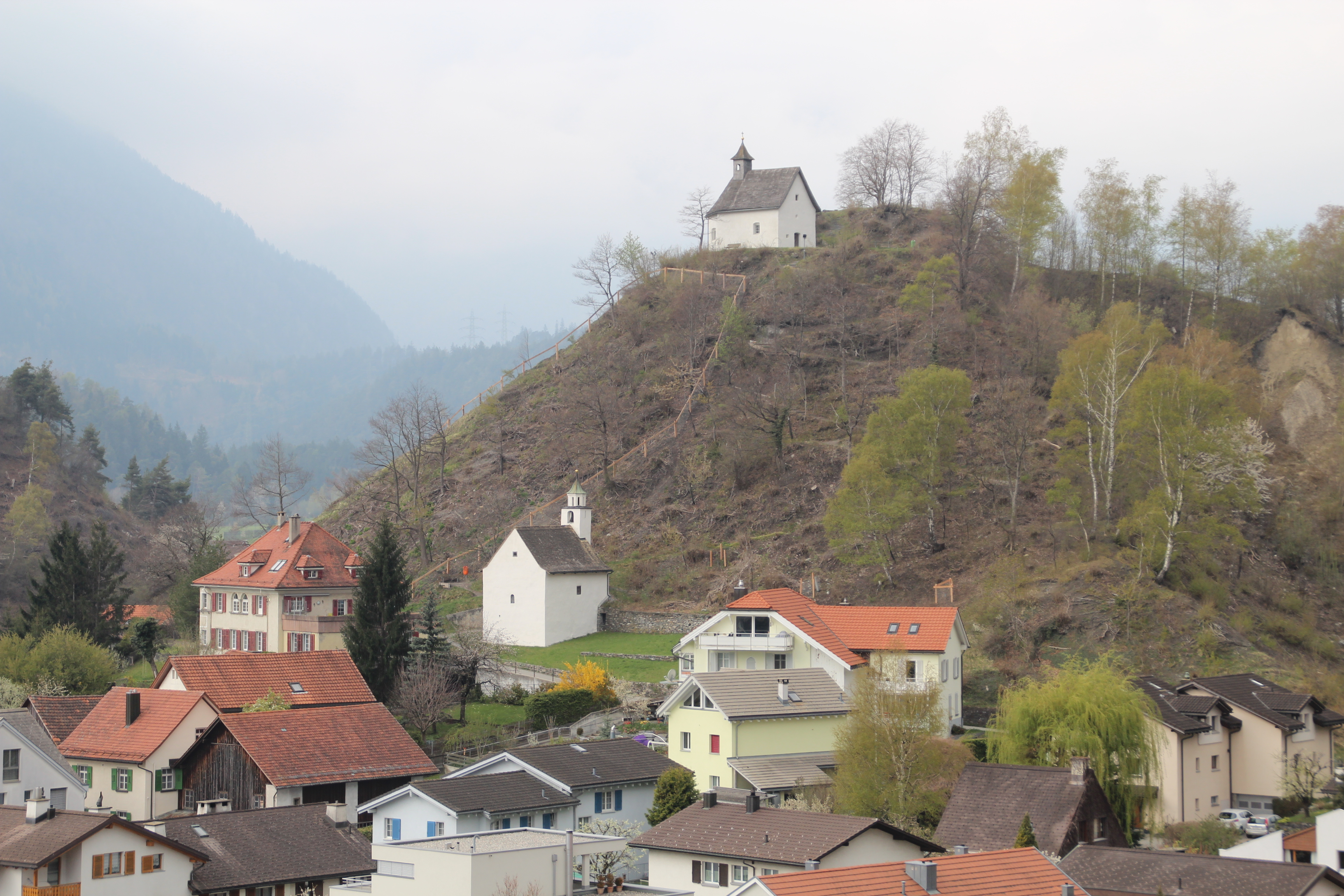
Baselgia Sogn Pider (Sankt Peterskyrkan) är byggd omkring år 800. Ovanför den, på Tuma Casté ("Borgkullen") står Caplutta Sogn Antoni (Sankt Antoniuskapellet) från 1725.

Domat/Ems förblev katolskt efter reformationen. Ortens katolska församling har inte mindre än tre kyrkor, två kapell och ett 2003 uppfört modernt kyrk- och kulturcentrum. 1900-talets stora inflyttning har också medfört en betydande reformert minoritet som har en egen kyrka sedan 1964. 